# Beaulieu, Nièvre
Beaulieu är en kommun i departementet Nièvre i regionen Bourgogne-Franche-Comté i de centrala delarna av Frankrike. Kommunen ligger i kantonen Brinon-sur-Beuvron som tillhör arrondissementet Clamecy. År 2018 hade Beaulieu 25 invånare.

## Befolkningsutveckling
Antalet invånare i kommunen Beaulieu
| Referens: INSEE |